# Постольский, Пётр Иванович
Пётр Иванович Постольский (1822 — 26 июня 1889) — генерал-лейтенант, герой Севастопольской обороны в 1854—1855 годах.

## Биография
Родился в 1822 году. В военную службу вступил 11 июня 1844 года прапорщиком в армейскую пехоту. Служил в Минском пехотном полку. Дед Владимира Оскаровича Каппеля по матери.
В 1854—1855 годах, будучи штабс-капитаном и полковым адъютантом Минского пехотного полка, принял участие в обороне Севастополя. За отличие в при отражении одного из штурмов он был награждён орденом св. Анны 3-й степени с мечами и бантом. Кроме того, 24 октября 1854 года, командуя 6-м батальоном Минского полка, Постольский состоял в колонне генерал-майора Н. П. Тимофеева и произвёл вылазку с 6-го бастиона на левый фланг неприятельской линии. В этой вылазке Постольский был ранен в руку, но строя не оставил. 22 января 1855 года он за это дело был награждён орденом св. Георгия 4-й степени (№ 9581 по кавалерскому списку Григоровича — Степанова)
В воздаяние за отличие, оказанное во время обороны г. Севастополя, при взятии неприятельской батареи, где первый взошел на вал и собственноручно заклепал 2 орудия.
Вслед за тем он был произведён в майоры. 4 апреля 1855 года Постольский при отражении штурма главной оборонительной линии находился на Волынском редуте и был тяжело ранен. В бессознательном состоянии он был эвакуирован на Северную стороно и после оказания ему срочной медицинской помощи вывезен в тыловой госпиталь.
По излечении Постольский вернулся к строевой службе, в 1860 году произведён в подполковники, в 1862 году за беспорочную выслугу 25 лет в офицерских чинах награждён орденом св. Владимира 4-й степени с бантом, в 1867 году получил чин полковника и 30 августа 1879 года произведён в генерал-майоры с назначением Оренбургским губернским воинским начальником и начальником Оренбургского военного госпиталя. С 1882 года состоял без должности по армейской пехоте и вскоре был зачислен в запас. В апреле 1884 года он окончательно вышел в отставку с производством в генерал-лейтенанты.
Среди прочих наград Постольский имел ордена св. Станислава 2-й степени с императорской короной (1870 год) и св. Анны 2-й степени (1875 год).
Скончался 26 июня 1889 года в Санкт-Петербурге, похоронен в Севастополе на Братском кладбище. Могила объект культурного наследия народов России регионального значения  Объект культурного наследия народов РФ регионального значения. Рег. № 921711305990005 (ЕГРОКН)